# Collegio di Sheffield South East
Sheffield South East è un collegio elettorale inglese della Camera dei comuni del Parlamento del Regno Unito, situato nel South Yorkshire, nella regione dello Yorkshire e Humber. Elegge un membro del Parlamento con il sistema maggioritario a turno unico. Il rappresentante del collegio dal 2010 è il laburista Clive Betts.

## Estensione e profilo

Sheffield South East dal 2010 al 2024

Dal 2010 al 2024 il collegio ha compreso i ward della città di Sheffield di Beighton, Birley, Darnall, Mosborough e Woodhouse. Dal 2024 comprende i ward della città di Sheffield di Beighton; Birley; Darnall; Mosborough; Richmond (distretti elettorali UA, UD, UF, UG e UH) e Woodhouse.
Sin dalle elezioni del 1935 i laburisti hanno goduto di sostanziali maggioranze, il che ha reso il collegio un seggio sicuro per il Partito Laburista. Nel 2010, il secondo candidato che ottenne più voti fu il Liberal Democratico, mentre nel 2015 il secondo fu il Partito per l'Indipendenza del Regno Unito, con circa il 22% dei voti, che riuscì a battere sia il candidato conservatore che il liberal democratico (il cui voto scese del 18%).

## Membri del Parlamento
| Elezione | Elezione | Deputato    | Partito   |
| -------- | -------- | ----------- | --------- |
|          | 2010     | Clive Betts | Laburista |

## Risultati elettorali

### Elezioni negli anni 2020
| Partito                    | Partito                                | Candidato                  | Risultati 4 luglio 2024 | Risultati 4 luglio 2024 |
| Partito                    | Partito                                | Candidato                  | Voti                    | %                       |
| -------------------------- | -------------------------------------- | -------------------------- | ----------------------- | ----------------------- |
|                            | Laburista                              | Clive Betts                | 18 710                  | 52,30                   |
|                            | Conservatore                           | Caroline Kampila           | 6 252                   | 17,48                   |
|                            | Lib Dem                                | Sophie Thornton            | 3 421                   | 9,56                    |
|                            | Verdi                                  | Hannah Nicklin             | 3 158                   | 8,83                    |
|                            | Indipendente                           | Jack Carrington            | 1 716                   | 4,80                    |
|                            | Workers                                | Muzafar Rahman             | 1 453                   | 4,06                    |
|                            | Social Democratico                     | Matthew Leese              | 1 061                   | 2,97                    |
|                            |                                        |                            |                         |                         |
| Iscritti                   | Iscritti                               | Iscritti                   | 74 194                  | 100,00                  |
| ↳ Votanti (% su iscritti)  | ↳ Votanti (% su iscritti)              | ↳ Votanti (% su iscritti)  | 35 771                  | 48,21                   |
| ↳ Astenuti (% su iscritti) | ↳ Astenuti (% su iscritti)             | ↳ Astenuti (% su iscritti) | 38 423                  | 51,79                   |
|                            |                                        |                            |                         |                         |
|                            | Esito: collegio confermato a Laburista |                            |                         |                         |

### Elezioni negli anni 2010
| Partito                    | Partito                                | Candidato                  | Risultati 12 dicembre 2019 | Risultati 12 dicembre 2019 |
| Partito                    | Partito                                | Candidato                  | Voti                       | %                          |
| -------------------------- | -------------------------------------- | -------------------------- | -------------------------- | -------------------------- |
|                            | Laburista                              | Clive Betts                | 19 359                     | 46,10                      |
|                            | Conservatore                           | Marc Bayliss               | 15 070                     | 35,88                      |
|                            | Brexit                                 | Kirk Kus                   | 4 478                      | 10,66                      |
|                            | Lib Dem                                | Rajin Chowdhury            | 2 125                      | 5,06                       |
|                            | Yorkshire                              | Alex Martin                | 966                        | 2,30                       |
|                            |                                        |                            |                            |                            |
| Iscritti                   | Iscritti                               | Iscritti                   | 67 892                     | 100,00                     |
| ↳ Votanti (% su iscritti)  | ↳ Votanti (% su iscritti)              | ↳ Votanti (% su iscritti)  | 41 998                     | 61,86                      |
| ↳ Astenuti (% su iscritti) | ↳ Astenuti (% su iscritti)             | ↳ Astenuti (% su iscritti) | 25 894                     | 38,14                      |
|                            |                                        |                            |                            |                            |
|                            | Esito: collegio confermato a Laburista |                            |                            |                            |

| Partito                    | Partito                                | Candidato                  | Risultati 8 giugno 2017 | Risultati 8 giugno 2017 |
| Partito                    | Partito                                | Candidato                  | Voti                    | %                       |
| -------------------------- | -------------------------------------- | -------------------------- | ----------------------- | ----------------------- |
|                            | Laburista                              | Clive Betts                | 25 520                  | 58,54                   |
|                            | Conservatore                           | Lindsey Cawrey             | 13 722                  | 31,48                   |
|                            | UKIP                                   | Dennise Dawson             | 2 820                   | 6,47                    |
|                            | Lib Dem                                | Colin Ross                 | 1 432                   | 3,28                    |
|                            | Social Democratico                     | Ishleen Oberoi             | 102                     | 0,23                    |
|                            |                                        |                            |                         |                         |
| Iscritti                   | Iscritti                               | Iscritti                   | 68 763                  | 100,00                  |
| ↳ Votanti (% su iscritti)  | ↳ Votanti (% su iscritti)              | ↳ Votanti (% su iscritti)  | 43 596                  | 63,40                   |
| ↳ Astenuti (% su iscritti) | ↳ Astenuti (% su iscritti)             | ↳ Astenuti (% su iscritti) | 25 167                  | 36,60                   |
|                            |                                        |                            |                         |                         |
|                            | Esito: collegio confermato a Laburista |                            |                         |                         |

| Partito                    | Partito                                | Candidato                  | Risultati 7 maggio 2015 | Risultati 7 maggio 2015 |
| Partito                    | Partito                                | Candidato                  | Voti                    | %                       |
| -------------------------- | -------------------------------------- | -------------------------- | ----------------------- | ----------------------- |
|                            | Laburista                              | Clive Betts                | 21 439                  | 51,43                   |
|                            | UKIP                                   | Steven Winstone            | 9 128                   | 21,90                   |
|                            | Conservatore                           | Matt Sleat                 | 7 242                   | 17,37                   |
|                            | Lib Dem                                | Gail Smith                 | 2 226                   | 5,34                    |
|                            | Verdi                                  | Linda Duckenfield          | 1 117                   | 2,68                    |
|                            | CISTA                                  | Jen Battersby              | 207                     | 0,50                    |
|                            | TUSC                                   | Ian Whitehouse             | 185                     | 0,44                    |
|                            | Democratici                            | Matthew Roberts            | 141                     | 0,34                    |
|                            |                                        |                            |                         |                         |
| Iscritti                   | Iscritti                               | Iscritti                   | 70 413                  | 100,00                  |
| ↳ Votanti (% su iscritti)  | ↳ Votanti (% su iscritti)              | ↳ Votanti (% su iscritti)  | 41 685                  | 59,20                   |
| ↳ Astenuti (% su iscritti) | ↳ Astenuti (% su iscritti)             | ↳ Astenuti (% su iscritti) | 28 728                  | 40,80                   |
|                            |                                        |                            |                         |                         |
|                            | Esito: collegio confermato a Laburista |                            |                         |                         |

| Partito                    | Partito                                      | Candidato                  | Risultati 6 maggio 2010 | Risultati 6 maggio 2010 |
| Partito                    | Partito                                      | Candidato                  | Voti                    | %                       |
| -------------------------- | -------------------------------------------- | -------------------------- | ----------------------- | ----------------------- |
|                            | Laburista                                    | Clive Betts                | 20 169                  | 48,71                   |
|                            | Lib Dem                                      | Gail Smith                 | 9 664                   | 23,34                   |
|                            | Conservatore                                 | Nigel Bonson               | 7 202                   | 17,39                   |
|                            | BNP                                          | Chris Hartigan             | 2 345                   | 5,66                    |
|                            | UKIP                                         | Jonathan Arnott            | 1 889                   | 4,56                    |
|                            | Comunista                                    | Steve Andrew               | 139                     | 0,34                    |
|                            |                                              |                            |                         |                         |
| Iscritti                   | Iscritti                                     | Iscritti                   | 67 330                  | 100,00                  |
| ↳ Votanti (% su iscritti)  | ↳ Votanti (% su iscritti)                    | ↳ Votanti (% su iscritti)  | 41 408                  | 61,50                   |
| ↳ Astenuti (% su iscritti) | ↳ Astenuti (% su iscritti)                   | ↳ Astenuti (% su iscritti) | 25 922                  | 38,50                   |
|                            |                                              |                            |                         |                         |
|                            | Esito: collegio a Laburista (nuovo collegio) |                            |                         |                         |

## Risultati dei referendum

### Referendum sulla permanenza del Regno Unito nell'Unione europea del 2016
|             | Collegio             | Lasciare UE % | Rimanere in UE % |
| ----------- | -------------------- | ------------- | ---------------- |
|             | Sheffield South East | 66,4%         | 33,6%            |
| Inghilterra | 53,3%                | 46,7%         |                  |
| Regno Unito | 51,9%                | 48,1%         |                  |